# Лебах
Лебах (нім. Lebach) — місто в Німеччині, знаходиться в землі Саар. Входить до складу району Саарлуї.
Площа — 64,15 км2. Населення становить 18 694 ос. (станом на 31 грудня 2021).